# カンデーロ
カンデーロ（イタリア語: Candelo）は、イタリア共和国ピエモンテ州ビエッラ県にある、人口約7,600人の基礎自治体（コムーネ）。

## 地理

### 位置・広がり
県都ビエッラの隣町であり、その南東約5kmに位置する。また、ヴェルチェッリから北西へ34km、ノヴァーラから西北西へ約41km、州都トリノから北東へ約62kmの距離にある。
| 隣接するコムーネは以下の通り。 - ベンナ - ビエッラ - コッサート - ガリアーニコ - ヴァルデンゴ - ヴェッローネ - ヴィリアーノ・ビエッレーゼ |

- 家々の屋根
- 町役場
- Ricetto di Candelo

## 文化・観光
分離集落のRicetto di Candeloは、「イタリアの最も美しい村」クラブに加盟している。